# Пайвино (Маслянинский район)
Пайвино — село в Маслянинском районе Новосибирской области. Входит в состав Пеньковского сельсовета.

## География
Площадь села — 64 гектара.

## Население
| 2002 | 2007 | 2010 |
| ---- | ---- | ---- |
| 577  | ↗580 | ↘536 |

## Инфраструктура
В селе по данным на 2007 год функционируют 1 учреждение здравоохранения и 1 учреждение образования/

## Известные уроженцы
- Стариков, Иван Валентинович (род. 1960) — российский государственный и политический деятель.